# Вознесенский (Дмитровский район)
Вознесе́нский — упразднённый посёлок, существовавший на территории Дмитровского района Орловской области до 1971 года. На момент упразднения входил в состав Малобобровского сельсовета.

## География
Располагался в 17 км к югу от Дмитровска и в 1,5 км к северу от села Осмонь. Территория, на которой располагался посёлок, в настоящее время входит в состав Берёзовского сельского поселения Дмитровского района.

## Этимология
Получил название от церковного праздника Вознесения Господня, так как первыми жителями посёлка были выходцы из соседнего села Осмонь, в котором располагался Вознесенский храм и престольным праздником было Вознесение.

## История
Основан в начале XX века переселенцами из соседнего села Осмонь. В 1926 году в посёлке было 9 дворов, проживало 54 человека (24 мужского пола и 30 женского). В то время Вознесенский входил в состав Осмонского сельсовета Круглинской волости Дмитровского уезда. В 1928 году вошёл в состав Дмитровского района. В 1937 году в посёлке было по-прежнему 9 дворов. Во время Великой Отечественной войны, с октября 1941 года по август 1943 года, находился в зоне немецко-фашистской оккупации. Бои за освобождение посёлка велись 3 и 11 августа 1943 года 30-м стрелковым Хасанским полком 102-й стрелковой дивизии 70-й армии. Останки солдат, погибших в боях за освобождение Вознесенского, после войны были перезахоронены в братской могиле села Осмонь. С упразднением Осмонского сельсовета в 1954 году посёлок был передан в Малобобровский сельсовет. Упразднён 25 февраля 1971 года.

## Население
| 54 |